# Юлиана Мария Брауншвейг-Вольфенбюттельская
Юлиана Мария Брауншвейг-Вольфенбюттельская (дат. Juliane Marie af Braunschweig-Wolfenbüttel; 4 сентября 1729[…], Вольфенбюттель — 10 октября 1796[…], Фреденсборг, Ховедстаден) — дочь герцога Фердинанда Альбрехта II Брауншвейг-Бевернского и его супруги Антуанетты Амалии Брауншвейг-Вольфенбюттельской, королева Дании с 1752 года (с 1766 года вдовствующая), в 1772—1784 годах фактический регент Дании.

## Биография

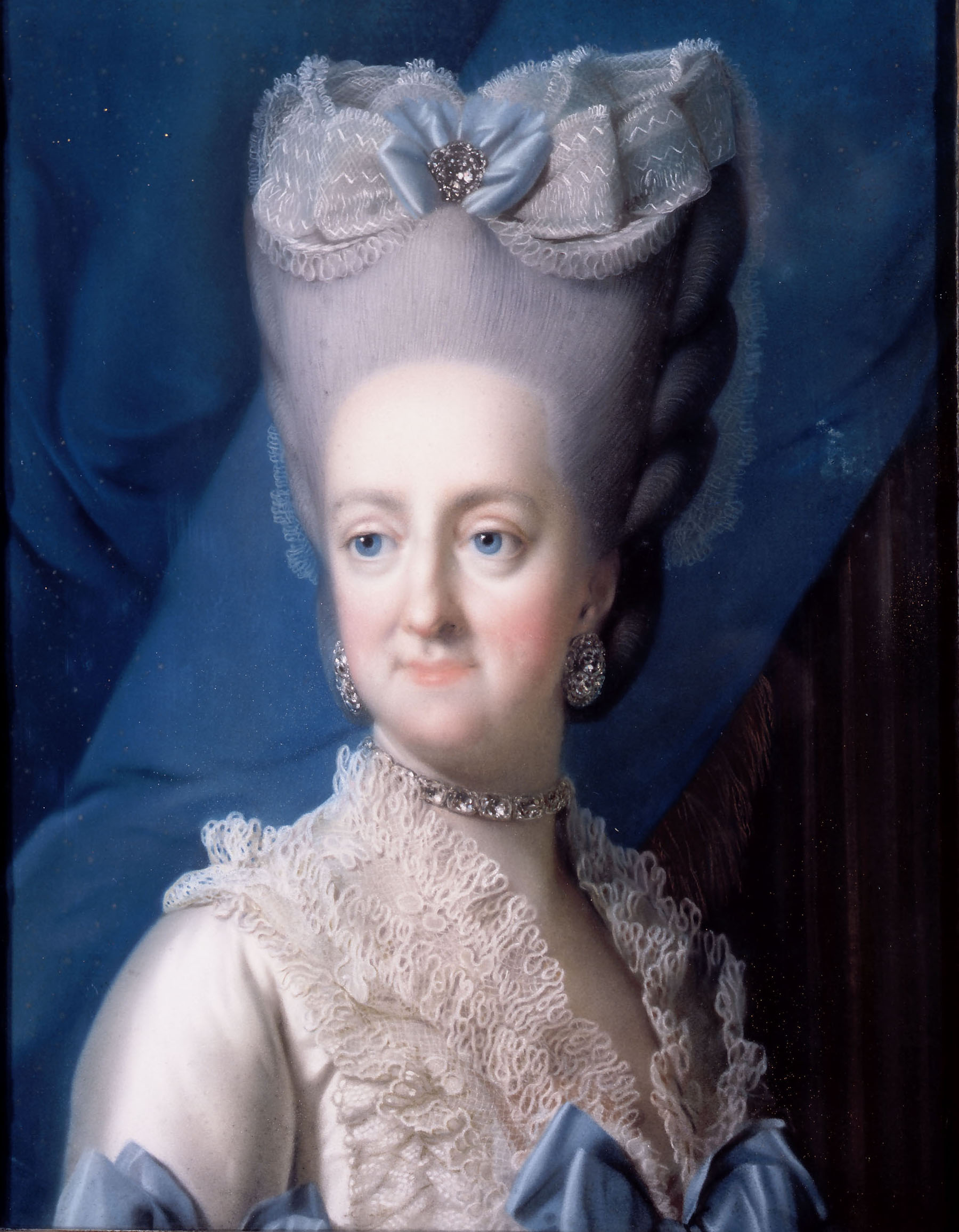
Виргилиус Эриксен. Портрет Юлианы Марии Брауншвейг-Вольфенбюттельской. 1780 г.

Юлиана Мария Брауншвейг-Вольфенбюттельская родилась 4 сентября 1752 года в Вольфенбюттеле — столице Брауншвейг-Вольфенбюттеля на севере Германии. Она была дочерью герцога Фердинанда Альбрехта II Брауншвейг-Бевернского и его супруги Антуанетты Амалии Брауншвейг-Вольфенбюттельской. Она была родной сестрой генералиссимуса русских войск, отца императора Ивана VI Антона Ульриха Брауншвейгского и супруги короля Пруссии Фридриха II Елизаветы Кристины. Когда Юлиана была уже королевой и регентшей, в 1780 году по её ходатайству в Данию, в город Хорсенс, было переведено т. н. брауншвейгское семейство — дети умерших в ссылке Антона Ульриха и Анны Леопольдовны.
В 1752 году она вышла замуж за овдовевшего датского короля Фредерика V. Пользуясь слабостью мужа, Юлиана Мария старалась унизить своего пасынка Кристиана, наследного принца, и выдвинуть своего сына Фредерика (1753—1805). Когда в 1766 году умер Фредерик V, а Кристиан VII вступил на престол и женился на Каролине Матильде, сестре короля английского Георга III, Юлиана Мария была этим очень недовольна, когда же у него родился сын, будущий Фредерик VI, она начала думать о насильственном перевороте.
17 января 1772 года в союзе с некоторыми вельможами она принудила психически больного Кристиана VII отставить и заточить всемогущего министра Иоганна Фридриха Струэнзе. Струэнзе вскоре был казнён, у королевы Каролины Матильды вынудили признания о том, что она состояла с ним в связи, облегчившие развод. Под руководством министра Уве Хёх-Гульдберга Юлиана Мария отменила новые порядки, заведённые Струэнзе, и стала управлять за больного пасынка (официально регентом был объявлен её 18-летний сын, единокровный брат короля Фредерик). Это продолжалось до совершеннолетия сына Кристиана VII, наследного принца (будущего Фредерика VI); он удалил Юлиану Марию и положил конец её власти (14 апреля 1784).
Она умерла в возрасте 67 лет 10 октября 1796 года во дворце Фреденсборг к северу от Копенгагена.

## Образ в искусстве
- Юлиана Мария стала персонажем романа Пера Улова Энквиста «Визит лейб-медика» (1999).
- В фильме «Королевский роман» (2012) её сыграла Трине Дюрхольм.
- Присутствует на картине датского художника Кристиана Цартмана «Сцена при дворе Кристиана VII» (1873) изображающей любовный треугольник короля, его фаворита и королевы.